# Dominique Johnson (cestista 1992)
Dominique Johnson (Bremerhaven, 4 agosto 1992) è un cestista tedesco, di origini statunitensi.